# Василь Зелінський
Василь Зелінський  (бл. 1795, Львів — бл. 1860, Краків) — художник, чернець монастиря Братів Менших Капуцинів у Кракові.

## Життєпис
Народився приблизно 1795 року у Львові у заможній львівській міщанській родині. Батько — Ян Зелінський (пол. Jan Zieliński) (бл.1760–1830) — римо-католик, власник будинків, городів і ставів у Львові при вулиці Широкій на Вульці. Родина належала до парафії костелу святої Марії Магдалини у Львові. Родичі були членами братства, його доньки носили «образи» у цім костелі, що само по собі означало приналежність до привілейованих верств міщан.
Вступив до монастиря Братів Менших Капуцинів у Кракові, де займався мистецькою діяльністю. Помер близько 1860 року в Кракові.

## Картини
Відомі картини:
1. Тріумф (Тріюмф) Риму
2. Вигнання з Раю
3. Перший усміх дитини
4. Взяття св. Ілії до неба
5. Мати Божа з Ісусом Христом
6. Мати Божа з Ісусом Христом, а побіч св. Іван Хреститель
7. Портрет Андрея Мальця.

«Образ» Матері Божої, «Триюмф Риму» і «Прогнання з раю» були в пароха села Ратищі Зборівського району Косара Григорія (1867—1918), кревного Василя Зелінського та зберігалися у церкві Успіння Пресвятої Богородиці. В часи Першої Світової Війни були втрачені з поля зору родини Косарів.